# Civil Defence Forces

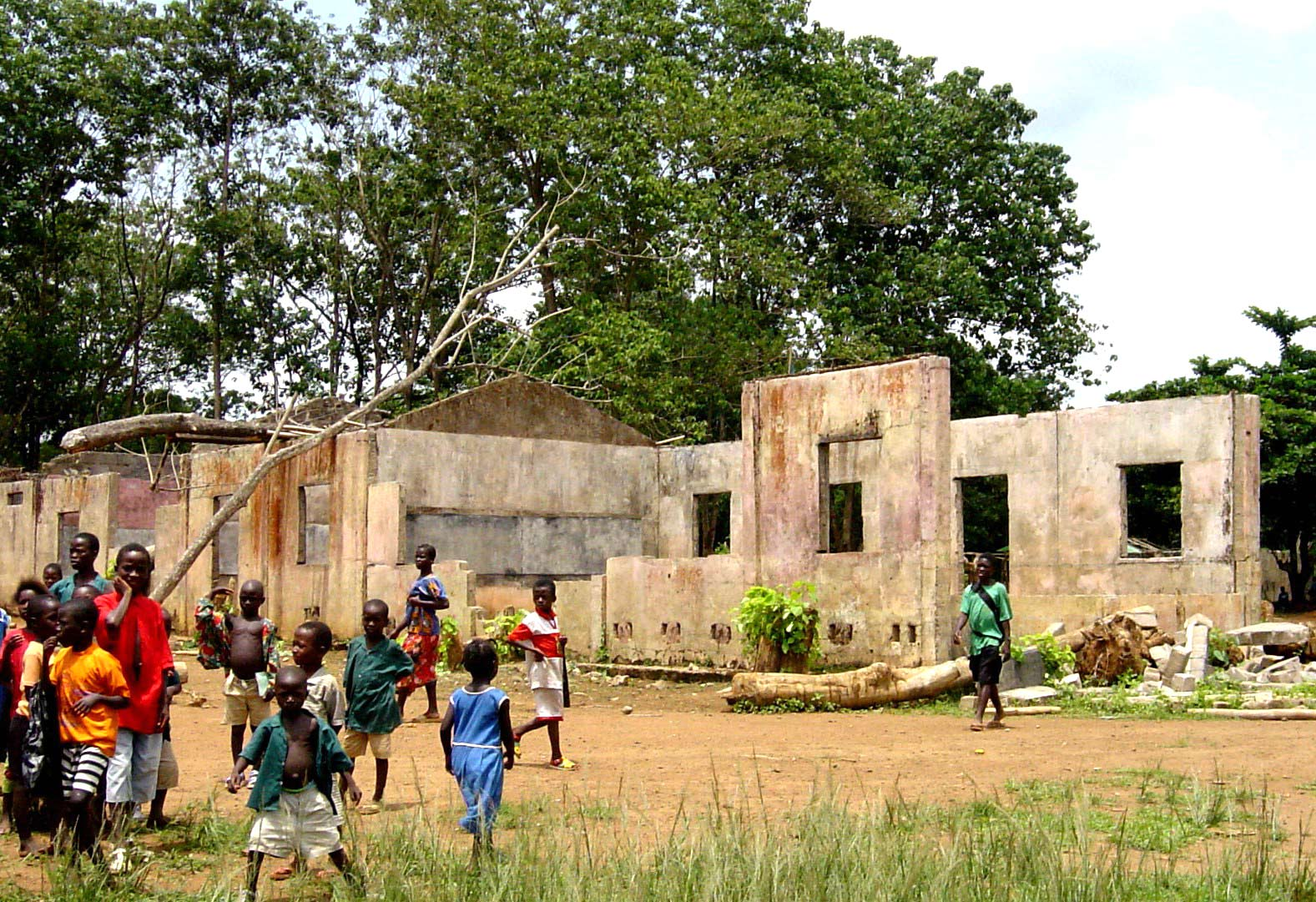
Im Bürgerkrieg zerstörte Schule

Die Civil Defense Forces (CDF) waren eine paramilitärische Organisation im Bürgerkrieg (1991–2002) im westafrikanischen Sierra Leone. Sie unterstützte als zivile Verteidigungskräfte die gewählte Regierung des Landes gegen die Rebellengruppen Revolutionary United Front (RUF) und den Armed Forces Revolutionary Council (AFRC).

## Geschichte
Der Begriff Civil Defense Forces wurde erstmals zum Höhepunkt des Bürgerkrieges 1997 durch Exil-Sierraleoner in Liberia genutzt. Es sollte ethnische Bezüge aus den Namen der einzelnen Gruppen nehmen und eine Form der Zusammengehörigkeit suggerieren. Die CDF umfasste die paramilitärischen Einheiten der Kuranko (Tamboro), Mende (Kamajors), Temne (Gbethis und Kapras) sowie Kono (Donsos). Die größte Einzelgruppe der CDF waren die Kamajors, die sich selber durch magische Kräfte wie Schutzschilde geschützt sahen.
Die CDF erhielt über die Jahre immer mehr Ansehen bei der Bevölkerung, da den regulären Sierra Leone Armed Forces Brutalität und Gräueltaten nachgesagt wurden. Durch die Wahlen 1996, die vor allem von Mende gewonnen wurden, erlangte die CDF auch politisch mehr Macht. So wurde CDF-Führer Samuel Hinga Norman zum Vize-Verteidigungsminister ernannt. Die CDF galt zu dieser Zeit als faktische Hausarmee der Sierra Leone People’s Party. Nach dem Sturz der gewählten Regierung gelang der CDF 1998 die Macht an die SLPP, mit Hilfe nigerianischer Truppen der ECOWAS (ECOMOG), wieder zu übergeben.
2002 endete der Bürgerkrieg.

## Gräueltaten und Folgen
Die CDF verübte während des Bürgerkriegs zahlreiche Gräueltaten, Menschenrechtsverletzungen und Kriegsverbrechen. So soll diese unter anderem für mindestens 180 Hinrichtungen an RUF-Rebellen 1999 verantwortlich gewesen sein. Vor allem die Kamajors haben Dörfer überfallen, die Zivilbevölkerung terrorisiert und Kindersoldaten rekrutiert.
Drei der führenden Mitglieder der CDF, Samuel Hinga Norman, Moinina Fofana und Allieu Kondewa mussten sich wegen Kriegsverbrechen und Verbrechen gegen die Menschlichkeit vor dem Sondergerichtshof für Sierra Leone verantworten. Hinga Norman starb vor der Strafmaßverkündung 2007 eines natürlichen Todes. Fofana und Kondewa wurden wegen Mordes und der Rekrutierung von Kindern zu sechs bzw. acht Jahren Haft verurteilt. 2008 wurde das Strafmaß auf 15 bzw. 20 Jahre angehoben. Beide wurden in das Mpanga-Gefängnis nach Ruanda verbracht und 2015 bzw. 2018 vorzeitig entlassen.